# انسحاب منظمة التحرير الفلسطينية من لبنان
بدأ انسحاب منظمة التحرير الفلسطينية من لبنان خلال حرب لبنان عام 1982 لمعظم قواتها في 21 أغسطس 1982، بوساطة المبعوث الأمريكي فيليب سي حبيب. وقد جاء الانسحاب نتيجة لضغوط عسكرية مكثفة من جانب القوات الإسرائيلية، التي شنت غزواً واسع النطاق للبنان في يونيو/حزيران 1982، وأطلقت عليه اسم "عملية السلام للجليل". وكان هدف إسرائيل هو طرد منظمة التحرير الفلسطينية، التي أقامت معقلاً لها في جنوب لبنان وكانت تشن هجمات على شمال إسرائيل. وكان الغزو يهدف أيضًا إلى تأمين منطقة عازلة والتأثير على الحرب الأهلية اللبنانية التي بدأت في عام 1975.
كانت منظمة التحرير الفلسطينية قد أقامت وجودها في لبنان في عام 1971، بعد نفيها من الأردن في أعقاب أحداث أيلول الأسود، حيث سعت المملكة الهاشمية بقيادة الملك حسين إلى قمع النفوذ المتزايد لمنظمة التحرير الفلسطينية ونشاطها النضالي داخل حدودها. لقد ساهم وجود منظمة التحرير الفلسطينية في لبنان، وخاصة في جنوب لبنان وبيروت، بشكل كبير في عدم استقرار البلاد، مما أدى إلى تفاقم الوضع المتقلب بالفعل بسبب الحرب الأهلية اللبنانية المستمرة.
بعد أسابيع من القتال العنيف بين قوات الاحتلال الإسرائيلية ومقاتلي منظمة التحرير الفلسطينية، وخاصة حول بيروت التي حاصرتها القوات الإسرائيلية، تم التوصل إلى تسوية تفاوضية. وبموجب الاتفاق الذي تم التوصل إليه بوساطة فيليب حبيب، تم منح قيادة منظمة التحرير الفلسطينية وآلاف المقاتلين ممراً آمناً للخروج من بيروت وتوزعوا على عدد من الدول العربية، بما في ذلك تونس واليمن والسودان وسوريا. انتقل ياسر عرفات، زعيم منظمة التحرير الفلسطينية آنذاك، وقيادته إلى تونس، حيث أنشأت منظمة التحرير الفلسطينية قاعدة جديدة للعمليات.
وقد أدى انسحاب قوات منظمة التحرير الفلسطينية إلى إنهاء وجودها القوي في لبنان بشكل فعال، مما شكل نقطة تحول مهمة في الحرب الأهلية اللبنانية وفي الصراع الإسرائيلي الفلسطيني. وبينما تم إزالة الوجود العسكري لمنظمة التحرير الفلسطينية، فإن الغزو الإسرائيلي والاحتلال اللاحق لأجزاء من لبنان زاد من تعقيد المشهد السياسي والاجتماعي في لبنان، وأدى إلى صعود جماعات مسلحة أخرى، وأبرزها حزب الله، الذي تم تشكيله بدعم من إيران لمقاومة الاحتلال الإسرائيلي.

كما أدت عواقب انسحاب منظمة التحرير الفلسطينية إلى العديد من الأحداث المأساوية، بما في ذلك مذبحة صبرا وشاتيلا الشهيرة في سبتمبر/أيلول 1982، حيث قتلت ميليشيات الكتائب المسيحية، المتحالفة مع إسرائيل، الآلاف من اللاجئين الفلسطينيين في مخيمات في غرب بيروت، بينما كانت القوات الإسرائيلية متواطئة من خلال السماح للميليشيات بدخول المخيمات.

## خلفية
كانت الخطط لغزو إسرائيل للبنان لإزالة منظمة التحرير الفلسطينية جاهزة منذ الغزو الأول للجنوب في مارس/آذار 1978. وقال وزير الدفاع أرييل شارون إن الاستعدادات للهجوم كانت جارية "منذ توليه منصبه" في أغسطس/آب 1981. وأرجأ رئيس الوزراء بيجين الغزو في فبراير/شباط ثم مرة أخرى في أبريل/نيسان، في انتظار الانتهاء من الانسحاب من سيناء. كان اتفاق وقف إطلاق النار بين إسرائيل ومنظمة التحرير الفلسطينية في يوليو/تموز 1981 ساري المفعول، لكن شارون ورئيس الأركان رافائيل إيتان كانا في حاجة إلى الدعم من زعماء المستوطنات الشمالية. حدد شارون ثلاثة أهداف للحرب: سحق منظمة التحرير الفلسطينية، وطرد السوريين من لبنان، وإقامة حكومة لبنانية مركزية قوية تستطيع إسرائيل أن تسعى معها إلى التوصل إلى اتفاق سلام.
لقد لعب فيليب حبيب، الدبلوماسي الأميركي المخضرم، دوراً حاسماً في التوسط في المفاوضات الحساسة التي أدت إلى انسحاب منظمة التحرير الفلسطينية من لبنان في عام 1982. تم تعيينه مبعوثًا خاصًا للولايات المتحدة إلى الشرق الأوسط من قبل الرئيس رونالد ريجان، حيث توسط حبيب بين العديد من الأطراف المعادية، بما في ذلك منظمة التحرير الفلسطينية، وإسرائيل، والحكومة اللبنانية، وسوريا، لضمان التوصل إلى حل سلمي لحصار بيروت والصراع الأوسع.
لقد كان تعامل حبيب مع منظمة التحرير الفلسطينية، وخاصة من خلال المفاوضات غير المباشرة مع زعيمها ياسر عرفات، عملية حساسة ومعقدة. تمركزت منظمة التحرير الفلسطينية في لبنان منذ عام 1971، وبحلول عام 1982 كان لديها أكثر من عشرة آلاف مقاتل متمركزين في البلاد، وخاصة في بيروت الغربية وما حولها. وعندما حاصرت القوات الإسرائيلية المدينة في يونيو/حزيران 1982، برزت أزمة إنسانية تهدد السكان المدنيين اللبنانيين واللاجئين الفلسطينيين الذين يعيشون في المنطقة. وقد أدى القصف الإسرائيلي لبيروت، الذي كان يهدف إلى الضغط على منظمة التحرير الفلسطينية لإجبارها على الاستسلام، إلى سقوط عدد كبير من الضحايا المدنيين، مما أثار غضباً دولياً وزاد الضغوط من أجل التوصل إلى تسوية تفاوضية.

## المفاوضات
ركزت دبلوماسية حبيب على هدفين رئيسيين:
- تنظيم الخروج الآمن لمقاتلي منظمة التحرير الفلسطينية من لبنان لمنع المزيد من تصعيد العنف وحماية السكان المدنيين من الصراع الدائر.
- ضمان سلامة اللاجئين الفلسطينيين، الذين كانوا عرضة للانتقام من قبل الفصائل المختلفة في الحرب الأهلية اللبنانية ومن الميليشيات الموالية لإسرائيل، وخاصة الكتائب اللبنانية.

وكانت مفاوضات حبيب غير مباشرة، حيث لم تكن للولايات المتحدة في ذلك الوقت علاقات دبلوماسية رسمية مع منظمة التحرير الفلسطينية، التي كانت لا تزال تعتبرها الولايات المتحدة منظمة إرهابية. ومع ذلك، تمكن حبيب، من خلال وسطاء، من التواصل مع عرفات والتوصل إلى شروط انسحاب منظمة التحرير الفلسطينية، بينما كان يتواصل في الوقت نفسه مع المسؤولين الإسرائيليين واللبنانيين للتوصل إلى اتفاق. وقد توجت المفاوضات بنشر قوة حفظ سلام متعددة الجنسيات، تتألف من قوات من الولايات المتحدة وفرنسا وإيطاليا، للإشراف على الإجلاء الآمن لمقاتلي منظمة التحرير الفلسطينية والعمل كحاجز لحماية اللاجئين الفلسطينيين والسكان المحليين.
وبموجب الاتفاق تم إجلاء أكثر من 14 ألف مقاتل من منظمة التحرير الفلسطينية من بيروت في الفترة من 21 أغسطس/آب إلى الأول من سبتمبر/أيلول 1982، وغادروا تحت حماية القوة المتعددة الجنسيات. انتقل عرفات وقيادته العليا إلى تونس، تونس، حيث أنشأت منظمة التحرير الفلسطينية قاعدة جديدة هناك. وتوزع المقاتلون على مختلف الدول العربية، بما في ذلك سوريا واليمن والسودان.
في 7 يوليو 1982، وافق الرئيس الأمريكي رونالد ريجان من حيث المبدأ على نشر قوة عسكرية أمريكية صغيرة كجزء من مهمة حفظ سلام متعددة الجنسيات أكبر لتسهيل انسحاب منظمة التحرير الفلسطينية من بيروت الغربية ومنع المواجهة الدموية بين القوات الإسرائيلية والمقاتلين الفلسطينيين.

## ردود الفعل
وقال وزير الدفاع الإسرائيلي أرييل شارون، الذي أشرف على عملية الإجلاء في ميناء بيروت، إن المتمردين تعرضوا لهزيمة مدمرة، وأنها سوف تكافح من أجل التعافي منها. لقد فقدت منظمة التحرير الفلسطينية "مملكة الإرهاب"[بحاجة لمصدر] والتي نفذت منها "أفظع الأعمال ضد إسرائيل والعالم".[بحاجة لمصدر] كما قال إن قواته ستبقى في حالة تأهب قصوى خلال فترة الإخلاء التي تستمر لمدة أسبوعين وحذر من أنه في حالة حدوث أي تأخير، فسوف يستأنفون القصف العنيف.

## العواقب
ورغم أن الانسحاب نجح في الحد من الأعمال العدائية الفورية في بيروت، فإن سلامة اللاجئين الفلسطينيين ظلت محفوفة بالمخاطر. وعلى الرغم من وجود قوة حفظ السلام، التي كانت مكلفة بحماية المدنيين في أعقاب الانسحاب، فقد وقعت المأساة بعد بضعة أسابيع. في الفترة من 16 إلى 18 سبتمبر/أيلول 1982، دخل أفراد من ميليشيا الكتائب، وهي فصيل مسيحي لبناني يميني متحالف مع إسرائيل، مخيمي صبرا وشاتيلا للاجئين الفلسطينيين، وذبحوا المئات، وربما الآلاف، من اللاجئين الفلسطينيين. واتهمت القوات الإسرائيلية التي كانت تسيطر على المنطقة المحيطة بالمخيمين بالسماح للكتائبيين بالدخول والفشل في منع الفظائع.
وقد نال حبيب وسام الحرية الرئاسي الأمريكي تقديرًا لجهوده في التفاوض على اتفاقية الإخلاء.
وفي ديسمبر/كانون الأول 1983، حدث انسحاب آخر لمنظمة التحرير الفلسطينية بعد اشتباك مع القوات الموالية لسوريا. ثم غادر 4000 من الموالين لعرفات بحراً إلى شمال اليمن والجزائر وتونس على متن سفن يونانية كانت ترافقها قوة فرنسية.